# Ascolepis densa
Ascolepis densa är en halvgräsart som beskrevs av Paul Goetghebeur. Ascolepis densa ingår i släktet Ascolepis och familjen halvgräs. Inga underarter finns listade i Catalogue of Life.